# NGC 4601
NGC 4601 este o galaxie lenticulară situată în constelația Centaurul. A fost descoperită în 8 iunie 1834 de către John Herschel. Se află la o distanță de 60,9 de megaparseci de Pământ.